# Stormyrtjärnen, Dalarna
Stormyrtjärnen är en sjö i Älvdalens kommun i Dalarna och ingår i Dalälvens huvudavrinningsområde.